# Tomer Bar-Even
Tomer Bar-Even (hebräisch: תומר בר אבן) (geb. 1992 in Tel Aviv-Jaffa, Israel) ist ein israelischer Basketballspieler.

## Vereinslaufbahn
Bar-Even ist in Tel Aviv geboren und aufgewachsen. Er spielte in der Jugendabteilung von Maccabi Tel Aviv. Mit der Mannschaft gewann er die Jugendmeisterschaft. Er spielte für Maccabi Haifa, Hapoel Haifa und Ironi Nahariya.

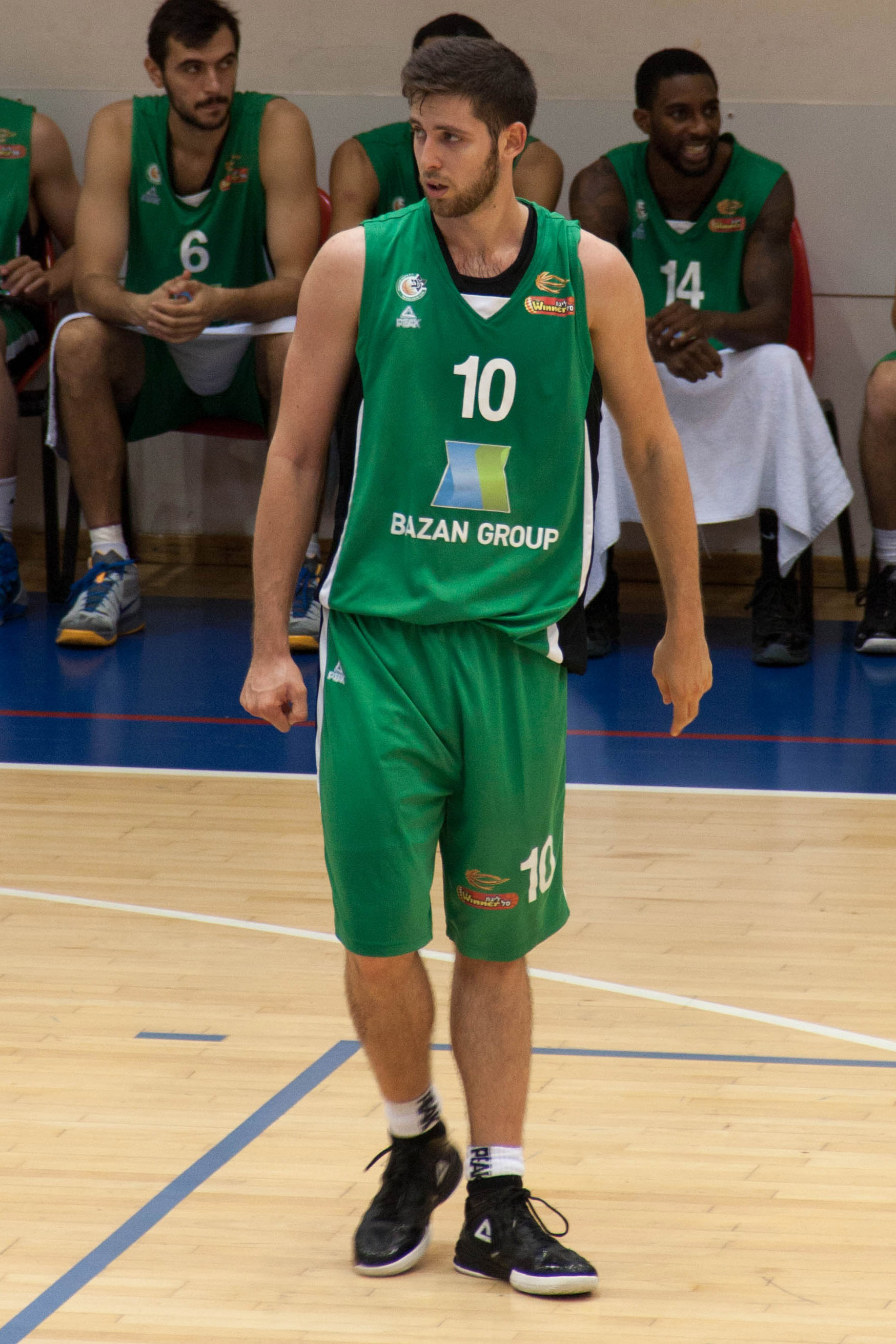